# کورمورانش-سور-سون
کورمورانش-سور-سون (به فرانسوی: Cormoranche-sur-Saône تلفظ فرانسوی: [kɔʁmɔʁɑ̃ʃ syʁ son]) یک کمون در فرانسه است که در Canton of Pont-de-Veyle واقع شده‌است.

## خصوصیات
کورمورانش-سور-سون ۹٫۸۵ کیلومترمربع مساحت و ۱٬۰۴۳ نفر جمعیت دارد و ۱۷۵ متر بالاتر از سطح دریا واقع شده‌است.